# Reel Life Productions
Reel Life Productions, також відомий як Gothom Records — інді-лейбл, штаб-квартира якого розташована у Детройті, штат Мічиган. Спеціалізується на виданні музики в жанрі хіп-хоп. 1988 року Джеймс Г. Сміт та Esham, його молодший брат, заснували Reel Life Productions. На ньому вийшли релізи Dice, Mastamind, T-N-T, Кула Кіта, гуртів Natas, The Dayton Family та ін. Більшу частину дискографії Ішама також видано на лейблі.
Reel Life Productions досяг найбільшого процвітання за часів співпраці з Overcore Records, коли дистриб'ютором був TVT Records. У 2002 Esham підписав контракт з Psychopathic Records. Завдяки підтримці лейблу репер випустив свій найуспішніший студійний альбом, A-1 Yola. Період після полишення лейблу й віднови Reel Life Productions, характеризується спадом популярності.

## Історія

### Заснування (1988–1997)
У 1988 Джеймс Г. Сміт та Esham, його молодший брат, заснували Reel Life Productions. Esham розпочав кар'єру репера. За його словами: «На той час у Детройті не було реп-сцени. Всі просто копіювали те, що робили інші». У віці 13 років, у 1989, Сміт випустив свій дебютний альбом Boomin' Words from Hell. 1990 року Reel Life Productions перевидав його з альтернативним треклистом та обкладинкою. Реперу було важко завойовувати фанів, позаяк багатьом не сподобався темний зміст його пісень, а також через несприйняття платівки з її металічним звучанням деякими прихильниками хіп-хопу.
Бувши учнем Осборнської середньої школи, Сміт познайомився з Mastamind, який дав послухати йому свій трьох-трековий демо-тейп. Разом з TNT, давнім другом Ішама, вони заснували гурт Natas. У 1991 Esham познайомився з Violent J, учасником гурту Inner City Posse. Той похвалив репера, його лейбл та дав йому Dog Beats, міні-альбом свого гурту Dog Beats.
У 1992 лейбл випустив Life After Death, дебютний студійний альбом Natas. Reel Life Productions і гурт стають предметом скандалу після того, як 17-річний фан помер унаслідок гри в російську рулетку, перебуваючи під дією марихуани під час прослуховування Life After Death.
1994 року Джеймс потрапив до в'язниці за зґвалтування. Майбутнє лейблу стало сумнівним. У 1995 фірма звукозапису почала співпрацювати з детройтським репером Dice.. Виконавець з'явився на альбомах Ішама, Natas та Mastamind. За рік лейбл видав The Neighborhoodshittalka, його дебютну студійну платівку. Відразу після цього Dice покинув Reel Life Productions, заявивши, що він не отримав гонорару за альбом, наклад якого, на його думку, становив 200 тис. копій. Альбом Ішама Dead Flowerz став першим релізом лейблу, який потрапив до чарту Billboard. Він посів 38-му сходинку чарту Top R&B/Hip-Hop Albums. Попри це фірма збанкрутувала того ж року.

### Зміна назви на Gothom Records (1997–2001)
У червні 1997 Esham перейменував Reel Life Productions на Gothom Records і видав альбом Bruce Wayne: Gothom City 1987, який посів 57-му сходинку чарту Top R&B/Hip-Hop Albums. Також змінився логотип фірми звукозапису. Пізніше репер підписав договір про дистриб'юцію з Overcore Records, дочірньою компанією Overture Music, та TVT Records. У 1998 гурт The Workhorse Movement став новим підписантом лейблу та видав міні-альбом Rhythm & Soul Cartel. Наступного року Gothom Records заявив про випуск Sons of the Pioneers, дебютну платівку гурту. Однак The Workhorse Movement покинули лейбл. Альбом видано на Roadrunner Records та Overcore Records.
2001 року Кул Кіт та гурт The Dayton Family стали новими підписантами лейблу. Hated by Many Loved by Few, сольна платівка Bootleg, учасника The Dayton Family, посіла 174-ту сходинку Billboard 200, 6-те місце Independent Albums та 38-му сходинку Top R&B/Hip-Hop Albums. Альбом Ішама Tongues досяг 195-го місця Billboard 200, 7-ї сходинки Independent Albums, 46-го місця Top R&B/Hip-Hop Albums та 14-ї сходинки Top Heatseekers. Попри це Overture Music та TVT Records збанкрутували. Це змусило Ішама припинити діяльність Gothom Records.

### Занепад (2006—понині)
У 2002 Esham підписав контракт з Psychopathic Records, на якому він випустив два студійних альбоми. 2005 року Esham покинув лейбл і відновив Reel Life Productions, повернувшись до використання першого логотипу. The Butcher Shop та Sacrificial Lambz — єдині релізи, що потрапили до чартів після того, як репер покинув Psychopathic Records. У 2009 виконавець та Natas виступили на фестивалі Gathering of the Juggalos. Після цього друг Ішама вручив Violent J копію міні-альбому I Ain't Cha Homey, на обкладинці котрого зображено клоуна, який тримає пістолет біля скроні. Прослухавши реліз, репер вирішив, що він є дисом на Insane Clown Posse. Esham заперечував це. З тих пір виконавці не розмовляють один з одним. 2011 року на офіційний YouTube-канал Reel Life Productions завантажено документальний фільм Смерть інді-лейблу. Цього ж року реп-виконавиця Chupacabra стала новим підписантом лейблу.

## Виконавці
Теперішні
| Виконавець           | Рік приєднання | Опис |
| -------------------- | -------------- | --- |
| Esham                | 1988           | Співзасновник лейблу, відомий своїм «галюциногенним» хіп-хоп жанром з елементами року під назвою «ейсід-реп». Тематика пісень: наркотики, зло, параноя, секс та смерть.                                    |
| Деніел Джордан       | 2008           | Американський репер з району затоки Сан-Франциско. |
| Doc Hollywood Hustle | 2008           | Американський репер, який також продюсував пісні Natas. Запланований альбом Speaking from Experience не видано. Згодом виконавець потрапив за ґрати. У 2011& на лейблі вийшла платівка RLP Will Never Die. |
| Chupacabra           | 2011           | Американська реп-виконавиця. За інформацією лейблу, незадовго до підписання контракту вона вийшла з ізолятора психіатричної клініки.                                                                       |

Колишні
| Виконавець              | Роки перебування     | Кількість виданих альбомів на лейблі | Опис |
| ----------------------- | -------------------- | ------------------------------------ | --- |
| Dice                    | 1995–1996            | 1                                    | Детройтський репер. Видав альбом The Neighborhoodshittalka, після чого покинув лейбл. |
| 20 Dead Flower Children | 1997–2000            | 1                                    | Детройтський рок-гурт, до складу якого входили барабанщик Джейсон «J-Hauz» Ґаррісон, басист Девід «Dirt-E» Біґанейсс, вокаліст Денніс «D-Hauz» Гоґан та гітарист Кейт «The Suit» Ловерс. Видали один альбом, Candy, Toy Guns & Television. |
| The Workhorse Movement  | 1998–2000            | 1                                    | Детройтський реп-метал гурт. До складу входили: вокаліст Майрон, гітарист Фрідом, басист Джей та барабанщик Джо Мекі. Випустили один міні-альбом. Згодом покинули лейбл і підписали контракт з Roadrunner Records.                         |
| T-N-T                   | 1992–1999; 2006–2009 | —                                    | Детройтський репер, учасник гурту Natas. Сольну платівку Suicide Bomber планували видати навесні 2009. |
| The Dayton Family       | 2001                 | 3                                    | До складу гурту входили Bootleg, Shoestring та Ghetto E. Назва походить від Дейтон-авеню, однієї з вулиць з найбільшим рівнем злочинності у рідному місті виконавців. У майбутньому гурт підписав контракт з Hatchet House.                |
| Кул Кіт                 | 2001                 | 1                                    | Учасник гурту Ultramagnetic MCs, самопроголошений основоположник гороркору. Видав на лейблі один альбом Spankmaster. |
| Natas                   | 1992–1999; 2006      | 6                                    | Детройтський реп-гурт, до складу якого входили Esham, Mastamind та T-N-T. |
| Filthy Rockwell         | 2008                 | —                                    | Детройтський репер, який продюсував пісні Ішама. 2008 року вперше з'явився на мікстейпі The Butcher Shop. Дебютну платівку Enemy of the State, заплановану на літо 2009, скасували.                                                        |
| По Хусейн               | 2008                 | —                                    | Детройтський репер. Пізніше заснував власний лейбл Whosainiyak Muzik. |
| Mastamind               | 1992–2003; 2009      | 3                                    | Детройтський репер, учасник Natas. На лейблі вийшли два студійних альбоми та один міні-альбом. Пізніше заснував власний лейбл Toxsic Records.                                                                                              |